# Фьяминьяно
Фьяминьяно (итал. Fiamignano) — коммуна в Италии, располагается в регионе Лацио, подчиняется административному центру Риети.
Население составляет 1543 человека, плотность населения составляет 15 чел./км². Занимает площадь 100 км². Почтовый индекс — 02023. Телефонный код — 0746.
Покровителями коммуны почитаются святой папа Римский Фабиан и святой Себастьян, празднование 20 января.